# Lison (Fluss)
Der Lison ist ein Fluss in Frankreich, im Département Doubs, in der Region Bourgogne-Franche-Comté. Er entspringt im Gemeindegebiet von Nans-sous-Sainte-Anne einer ergiebigen Karstquelle und mündet bei Cussey-sur-Lison von links und Süden in die Loue.

## Geografie

### Source du Lison

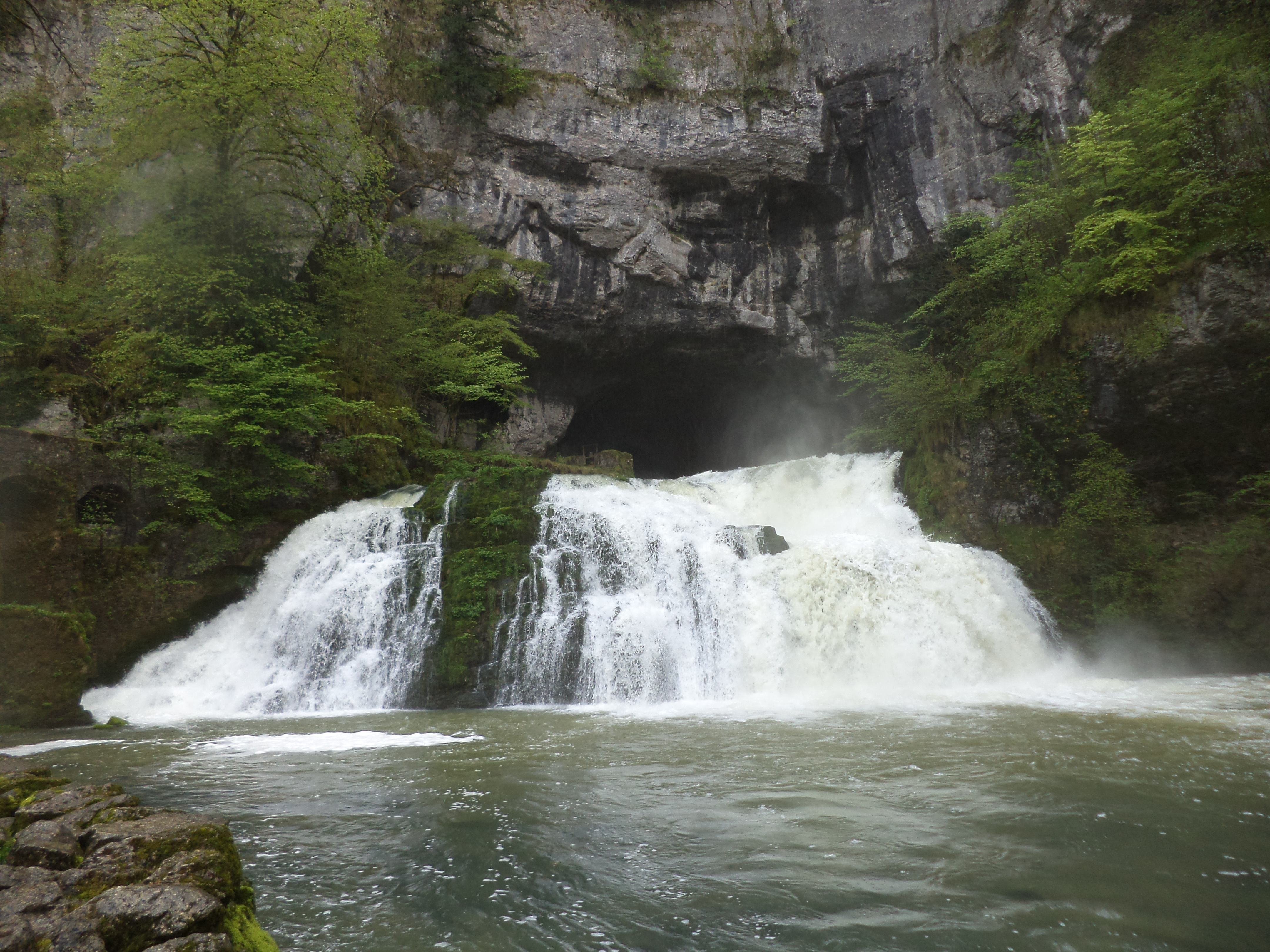
Die Karstquelle des Lison

Die Source du Lison (dt. Quelle des Lison) ist eine starke Karstquelle bei Nans-sous-Sainte-Anne, die im Mittel 5.350 l/s und auch bei Trockenheit noch nahezu 600 l/s Wasser schüttet. Das Quellwasser strömt aus einem riesigen Höhlenportal unterhalb einer Felswand und stürzt danach einen Wasserfall herab. Die Quelle wird unterirdisch gespeist teils vom Ruisseau Château-Renaud, teils vom Lizon Supérieur, die beide weiter oberhalb im Einzugsgebiet von der Oberfläche verschwinden und versickern.

### Verlauf
Der Lison entwässert generell in Richtung Norden und mündet nach rund 25 Kilometern im Gemeindegebiet von Châtillon-sur-Lison von links in die Loue. Das Einzugsgebiet des Lison ist ein Naturschutzgebiet im Rahmen des Natura2000-Projektes und unter den Codes FR4301297 und FR4312011 registriert.

### Zuflüsse
Der bedeutendste Nebenfluss des Lison ist der Todeur, der ihm von links bei Myon zuläuft.

### Orte am Fluss
- Nans-sous-Sainte-Anne
- Myon
- Cussey-sur-Lison